# Diecezja Konongo-Mampong
Diecezja  Konongo–Mampong – diecezja rzymskokatolicka w Ghanie. Powstała w 1995.

## Biskupi diecezjalni
- Joseph Osei-Bonsu (1995–2024)
- John Opoku-Agyemang (od 2024)